# Melle (Italia)
Melle (Ël Mél in piemontese, Lou Mel in occitano) è un comune italiano di 293 abitanti della provincia di Cuneo in Piemonte.

## Geografia
Il Comune è situato in Valle Varaita, e apparteneva alla Comunità montana Valli Po, Bronda, Infernotto e Varaita.

## Toponimo
L'origine del toponimo è incerta. Vi sono almeno tre ipotesi.

- derivazione da "miele", in quanto il territorio, ricco di fiori di diverso tipo, sarebbe stato in antico particolarmente propizio all'apicoltura
- derivazione da "melo", in analogia ad altri toponimi della valle derivati da nomi di alberi (Frassino, Rore (in occitano "quercia")
- derivazione dal celtico "Mell", che significa "altura, poggio"

## Storia
Il primo riferimento certo al paese di Melle risale al 1062, ma diversi indizi portano a credere che il paese, insieme agli altri borghi principali della valle Varaita, esistesse già nel X secolo.
Il paese era sotto il controllo del Marchese di Saluzzo, che aveva un castellano a rappresentarlo; il castellano si occupava di amministrare la giustizia, organizzava la raccolta delle tasse, e collaborava con i Consoli o i Sindaci del Comune per la gestione della normale amministrazione. All'inizio il Sindaco era unico; con la prima espansione in località Paschero i Sindaci divennero due (uno per Borgo Vecchio ed uno per Paschero).
Il paese si sviluppò inizialmente nella regione oggi ancora nota come "Borgo vecchio"; da lì si estese dapprima a Est, intorno alla chiesa (che divenne poi nel tempo la moderna parrocchiale), in località Paschero, e successivamente a Sud, presso l'attuale borgata Chesta. A partire dal XII secolo gli abitanti cominciarono a creare nuove zone agricole sulle pendici del monte soprastante, ed iniziarono a formarsi le prime borgate.
Nello stesso periodo cominciò a svilupparsi l'attività artigianale, aiutata dalla forza motrice ottenuta dal torrente Varaita e dal suo affluente il bedale di Boschirolo, che attraversa il paese.
Le attività agricole ed artigianali creavano una solida economia; questo fatto, e la posizione centrale del paese lungo l'asse della valle, furono i motivi principali per cui nel 1368 a Melle fu rilasciata la concessione esclusiva di mercato per tutta la valle Varaita. L'essere mercato unico portò Melle a diventare il centro dei servizi di tutta la valle, posizione che comportava numerosi benefici economici. Il paese combatté a lungo per conservare questo privilegio, che rimase fino al 1528, quando furono concessi mercati a Venasca e Sampeyre.
Queste concessioni portarono il mercato di Melle a perdere importanza e a ridursi, fino quasi a sparire. Iniziò quindi un periodo di declino per Melle, aiutato anche da altri fattori: le crisi cerealicole e la riduzione della popolazione nei secoli XV e XVI secolo; il passaggio dal regime relativamente tollerante dei Marchesi di Saluzzo a quelli più accentratori del Regno di Francia e del Ducato di Savoia; le numerose guerre tra Francia e Savoia, che comportavano il supporto delle truppe durante gli acquartieramenti invernali, nonché continue razzie.
Il colpo finale fu la peste del 1630, che uccise il 60% della popolazione (900 abitanti su 1500).
Nei secoli successivi Melle rimase un paese in crisi, appena in grado di supportare la sua limitata popolazione, ed incapace di supportare eventuali aumenti demografici. La situazione cominciò a migliorare nel XIX secolo, con l'introduzione di nuove tecnologie agricole, che permisero un aumento della produttività e, con essa, della popolazione. A seguito di ciò Melle cominciò a riprendere una certa importanza, e nel 1905 riebbe il suo mercato, che durò fino agli anni '70.
Nel XX secolo Melle subì lo spopolamento tipico di tutte le zone montane, con una drastica riduzione della popolazione, ed un invecchiamento notevole della popolazione residente. Costretto dalle condizioni geografiche, che impediscono uno sviluppo edilizio importante, il paese è rimasto tagliato fuori dall'industria turistica degli anni '60-'70; peraltro, proprio per questo motivo, rimane uno dei paesi meglio conservati della valle Varaita.
Dal 2012, grazie ad alcuni atigiani, si è sviluppata l'attività di produzione della birra artigianale.

### Simboli
Lo stemma e il gonfalone del comune di Melle sono stati concessi con decreto del presidente della Repubblica del 2010.
Il gonfalone è un drappo di rosso con la bordatura di azzurro.

## Monumenti e luoghi di interesse
- Chiesa parrocchiale di San Giovanni Battista
- Sacrario Nazionale Mater Captivorum
- Santuario della Madonna della Betulla
- Panchina gigante

## Società

### Evoluzione demografica
Abitanti censiti

## Cultura
Ogni anno, la seconda domenica di agosto, il paese ospita la sagra del Tumin del Mel, con mercati rionali, serate con orchestre e spettacoli e assaggi dei prodotti tipici.

### Cucina
Il comune di Melle è noto per il tomino (tomin dël Mel), incluso tra i prodotto agroalimentare tradizionali (P.A.T.) piemontesi.

## Amministrazione
Di seguito è presentata una tabella relativa alle amministrazioni che si sono succedute in questo comune.
| Periodo        | Periodo        | Primo cittadino  | Partito                         | Carica  | Note   |
| -------------- | -------------- | ---------------- | ------------------------------- | ------- | ------ |
| 23 giugno 1988 | 7 giugno 1993  | Rosaria De Bonis | -                               | Sindaco | [ 10 ] |
| 7 giugno 1993  | 28 aprile 1997 | Rosaria De Bonis | -                               | Sindaco | [ 10 ] |
| 28 aprile 1997 | 28 agosto 2000 | Felice Marenco   | -                               | Sindaco | [ 10 ] |
| 14 maggio 2001 | 30 maggio 2006 | Maurilio Paseri  | centro-sinistra                 | Sindaco | [ 10 ] |
| 30 maggio 2006 | 16 maggio 2011 | Maurilio Paseri  | centro-sinistra                 | Sindaco | [ 10 ] |
| 16 maggio 2011 | 5 giugno 2016  | Giovanni Fina    | lista civica: due stelle alpine | Sindaco | [ 10 ] |
| 15 giugno 2016 | 3 ottobre 2021 | Giovanni Fina    | lista civica: due stelle alpine | Sindaco | [ 10 ] |
| 3 ottobre 2021 | in carica      | Giovanni Fina    | lista civica: due stelle alpine | Sindaco | [ 10 ] |

## Galleria d'immagini

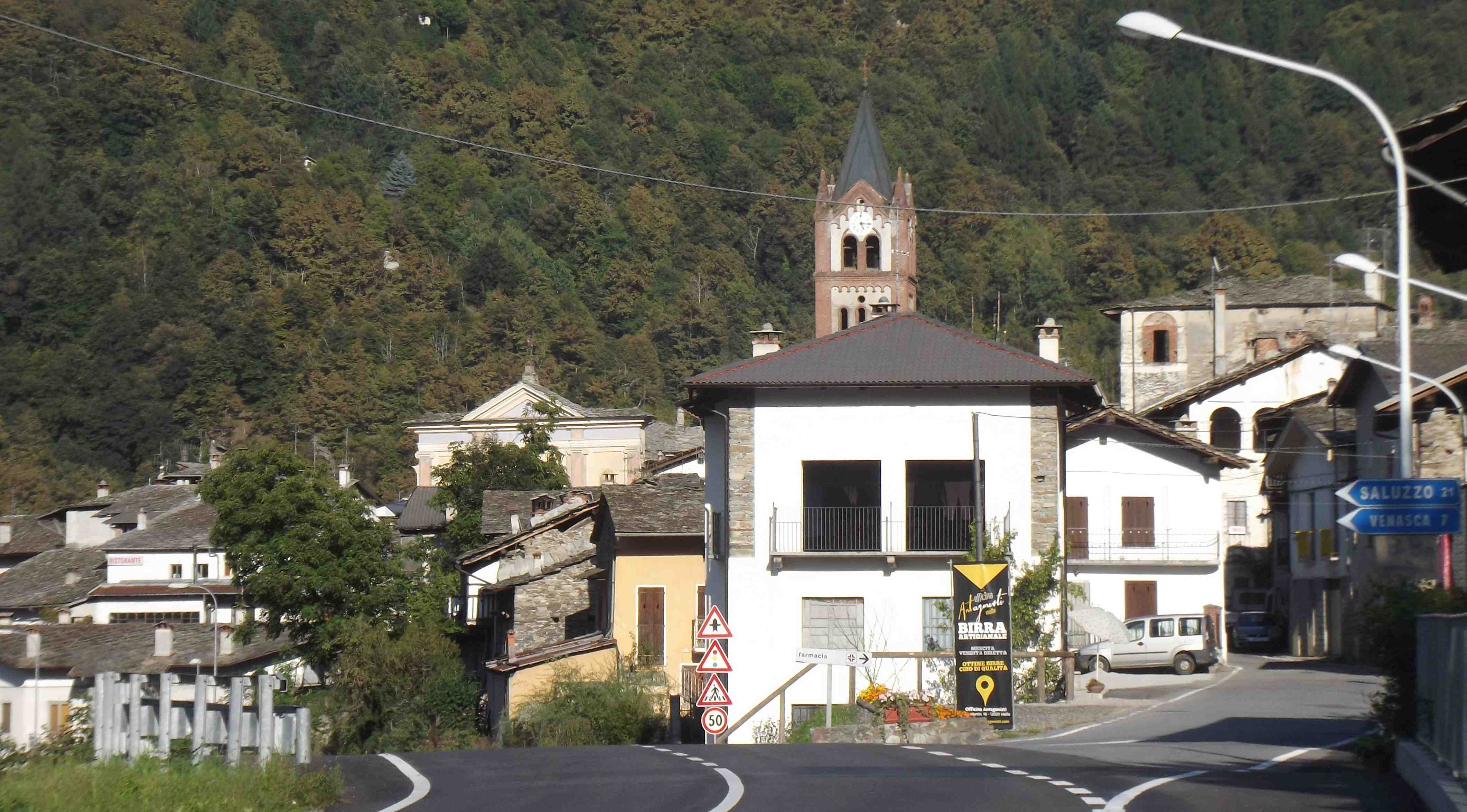
Ingresso al paese da monte
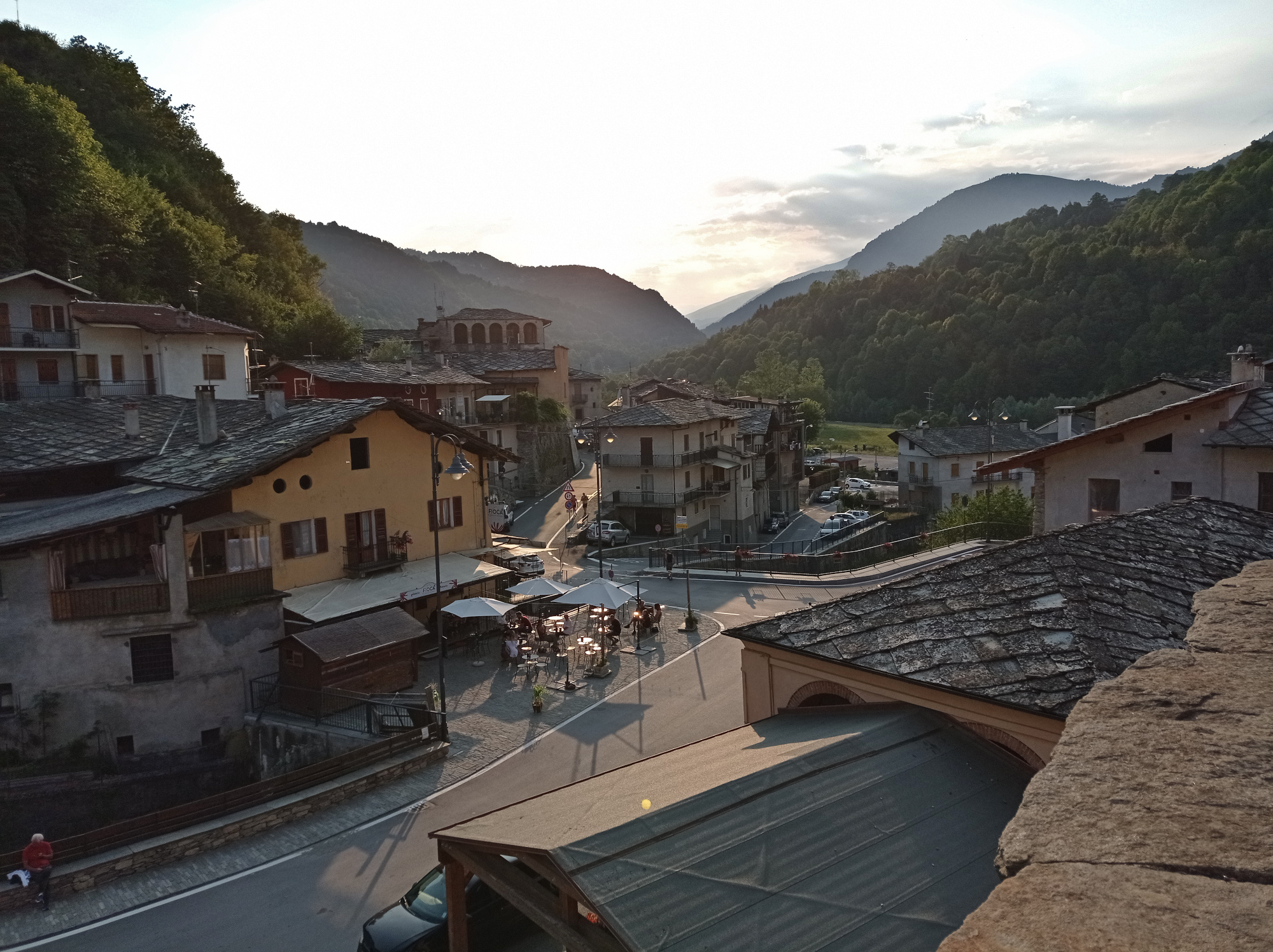
Vista dalla piazza principale
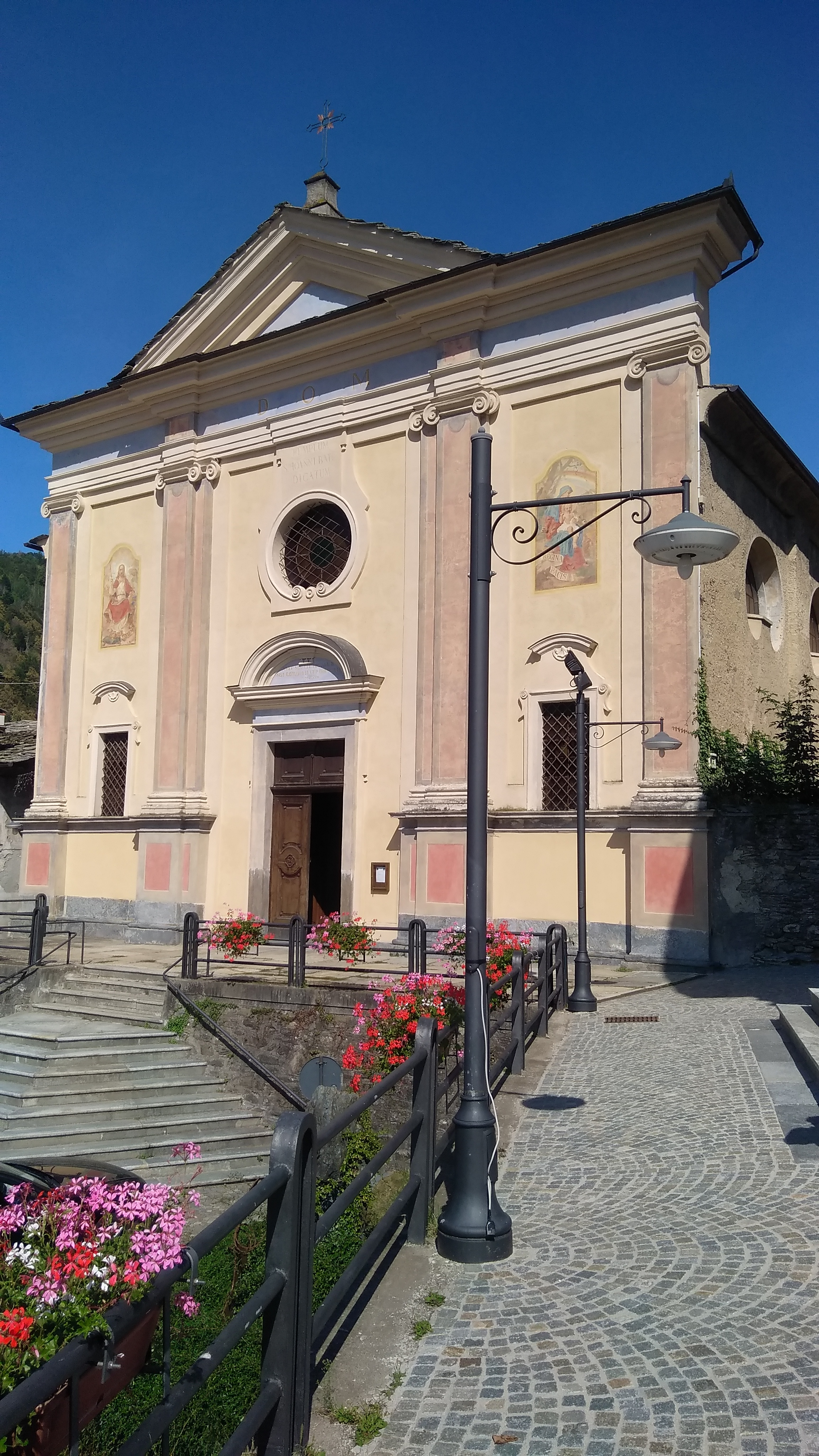
La chiesa parrocchiale intitolata a San Giovanni Battista
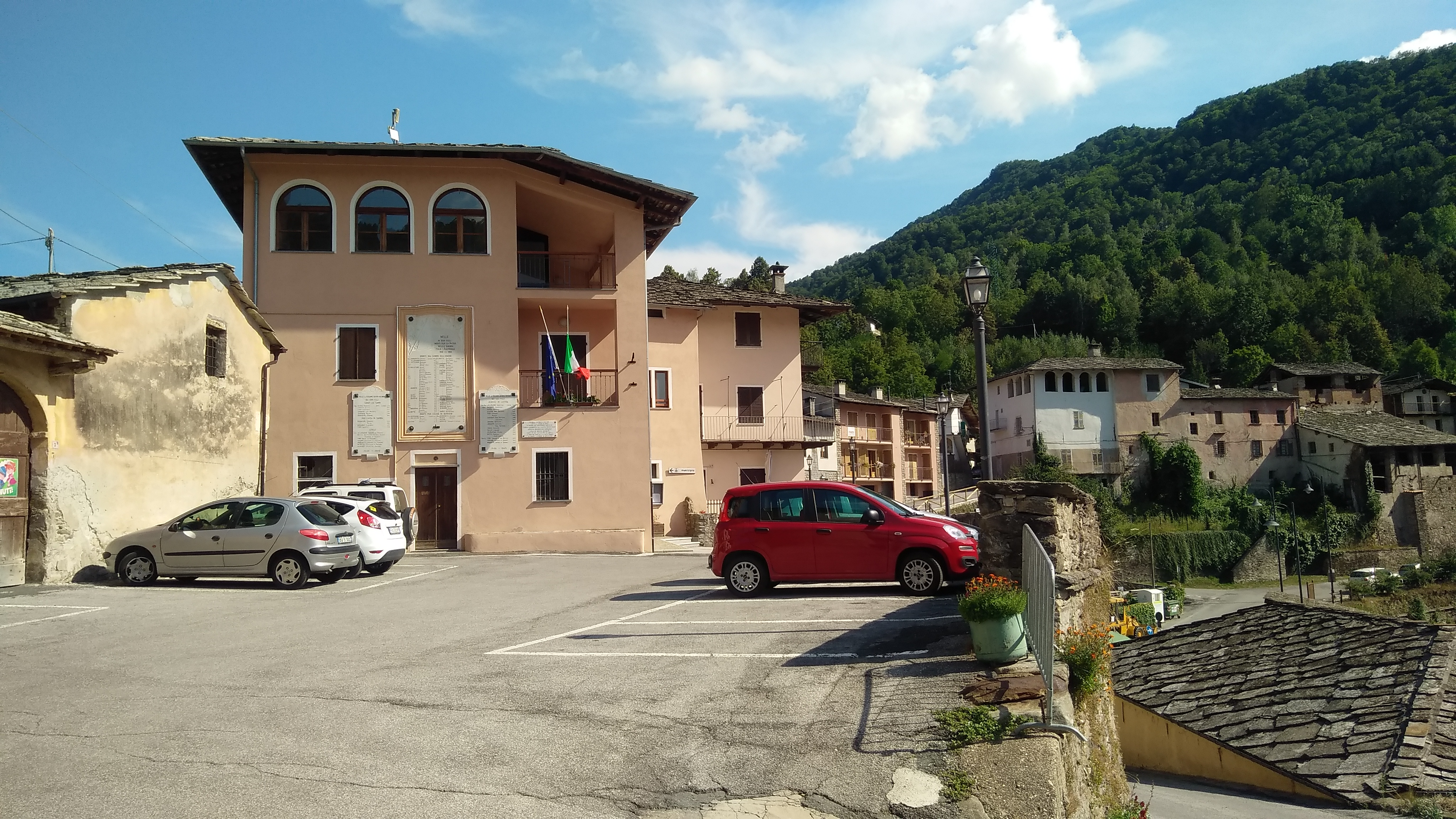
Il municipio